# شانغري-لا

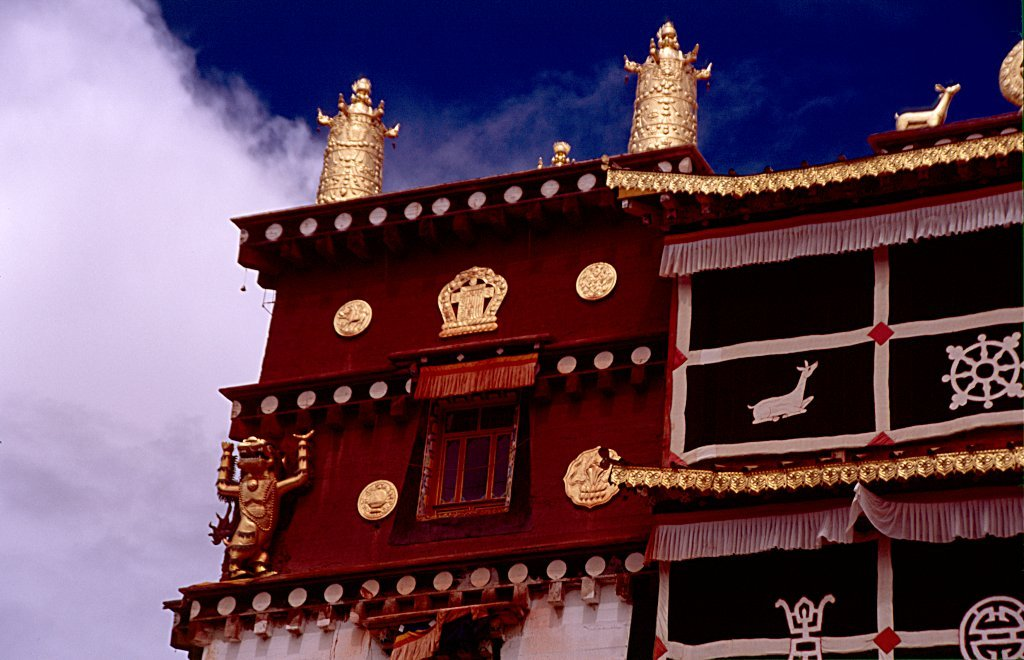

شانگري-لا أو شانغري-لا  Shangri-La، هو مكان خيالي وُصف في رواية الفردوس المفقود والتي كتبها الروائي البريطاني جيمس هيلتون عام 1933. وصف هيلتون شانگري-لا على أنها وادي أسطوري، متناغم، يمكن الذهاب له بسهولة عن طريق دير، ويقع بالقرب من الطرف الغربي لجبال كونلون. أصبح شانگري-لا مرادف لأي جنة أرضية، وخاصة في يوتوپيا الهيمالا الأسطورية - أرض السعادة الدائمة، المعزولة عن العالم الخارجي. في رواية الفردوس المفقود، من يعيشون في شانگري-لا هم أشخاص شبه خالدين، يعيشون أكثر من العمر الطبيعي بسنوات، وتظهر عليهم علامات تقدم العمر ببطئ شديد. تستحضر الكلمة أيضاً صورة غرائبية المشرق. في النقوش التبتية القديمة، توجد سبعة من هذه الأماكن والتي تم الإشارة إليها باسم Nghe-Beyul Khembalung.[1] خمبالونگ هو واحداً من البي‌يولات المختلفة («الأراضي المخفية» المشابهة لشانگري-لا)، والتي يعتقد أنها خلقت بواسطة پادماسامباڤ في القرن الثامن كمكان مثالي ومقدس للاجئين للبوذية في أوقات الصراع (راينارد 1978).
يعتقد بعض الباحثين أن قصة شانگري-لا تدين أدبياً لشامبالا، المملكة الأسطورية في التقاليد البوذية التبتية، والتي كان ينشدها المستكشفين الشرقيين والغربيين.[2]

## التسمية
من المرجح أن عبارة "شانگري-لا" مشتقة من التبتية ཞང་،"شانگ" – منطقة في يو-تسانگ، شمال تاشيلونپو[3]" + རི، تُنطق "ري"، "الجبل" = "جبل شانگ" + ལ، ممر جبلي، والذي يعتقد أنه المنطقة التي تفضي إلى، أو التي تسمى "ممر شانگ الجبلي".

## الموقع
في الصين الشاعر تاو يوان‌مينگ من أسرة جين (265–420) وصفت نوع من الأماكن الشبيهة بالشانگري-لا في عمله حكاية ربيع زهرة الخوخ(الصينية التقليدية: 桃花源記; پن‌ين: Táohuā Yuán Jì). تروي الحكاية قصة صياد من وولينگ، والذي مر من بستان خوخ جميل، واكتشف أشخاص سعداء وفرحين يعيشون في معزل عن المشكلات الوجودة في العالم الخارجي منذ عهد أسرة تشين (221–207 ق.م.).[4] في الصين المعاصرة، مقاطعة ژونگ‌ديان أعيد في 2001 تسميتها بشانگري‌لا (香格里拉، بالصينية شانگري-لا)، لجذب السياح. جبال كون لاون الأسطورية (崑崙山) تعتبر مكان آخر محتمل لوديان شانگري-لا.
يعتقد شعبياً أن هيلتون استوحى شانگري-لا من وادي هونزا في شمال پاكستان، بالقرب من الحدود الصينية، والذي زاره هيلتون قبل سنوات قليلة من نشره رواية الأفق المفقود.[5] كونه وادي أخضر معزول محاط بالجبال، بالقرب من من الطرف الغربي للهمالايا، والذي يتشابه بشكل كبير مع الوصف المادي الوارد في الرواية. إلا أن وادي هونزا، يفتقد الثقافة التبتية والديانة البوذية، لذا لا يمكن أن يكون الوحي الثقافي لهيلتون في روايته' 'الأفق المفقود.

## في الثقافة العامة
هناك عدد من الاستخدامات الثقافية لفكرة شانگري-لا والتي تطورت منذ عام 1933 عند ظهور الرواية والفيلم المقتبس عنها.

### في الفلك
في 2006، أطلق الاتحاد الفلكي الدولي المنطقة الاستوائية المظلمة الواقعة على تيتان، قمر زحل شانگري-لا.[6]

### بعثات ومواقع
عام 1937، لوتشر ستارك، رجل البر من تكساس، بدأ في بناء شانگري-لا الخاصة به في اورانج، تكساس. كانت شانگري-لا خاصته عبارة عن حديقة مزرعة بالأزلية تقع على امتداد مستنقع سرو-طوبال. بحلول 1950، سافر آلاف الأشخاص إلى اورانج لزيارة شانگري-لا، ونشرت الكثير من المجلات صور عنها. عام 1958، ضربت عاصفة ثلجية كبيرة شرق تكساس،[7] فدمرت الآلاف من نبتات الأزالية وأُغلقت الحديقة لأربعين سنة. مؤخراً أُعيد تجديد الحديقة وهي حالياً مفتوحة لزيارة الجمهور.[8][9][10]
أنشأ رجل الأعمال هارولد نيكسون پورتر محمية طبيعية أسماها شانگري-لا في خليج بتي بجنوب أفريقيا عام 1955. تغير الاسم إلى حديقة هارولد پورتر النباتية الوطنية عندما تم تسليم الحديقة إلى الحدائق النباتية الوطنية بجنوب أفريقيا عام 1959.[11]
التراجع الرئاسي الأمريكي الذي عُرف لاحقاً باسم كامپ ديڤد كان الرئيس فرانكلن روزڤلت يسميه «شانگري-لا».

### في الأفلام
وادي اوجاي بكاليفورنيا كان موقع تصوير فيلم الأفق المفقود الذي أخرجه فرانك كاپرا (1937). المشاهد الخارجية لقرويي شانگري-لا ووثبة رونالد كولمان وجان ويات في الفيلم تم تصويرها في الواقع في غابة شيروود القريبة (قرية وستليك]] وپالم سپرينگ. تم بناء مخرج الجزء الخارجي من الدير الكبير ولاحقاً تم تفكيكه في كولمبيا رانش في بربانك، كاليفورنيا.[12] ومع ذلك، وتبعاً للمؤرخ السينمائي كندال ميلر في the photodocumentary bonus feature حول نسخة الدي ڤي دي من فيلم الأفق المفقود، فإن اللقطة الجوية لوادي اوجاي أُلتقطت من المنطقة المطلة على الطريق السريع رقم 150 والذي كان يستخدم لتمثيل وادي شانگري-لا.

### في الأدب
كتب إي‌يچي إكگامي رواية باسم شانگري-لا (2005)؛ وفي 2008 نشر أنمي مقتبس من الرواية.

### في الموسيقى
ألبوم ذه كينكس والذي حمل عنوان آرثر (أو تراجع وسقوط الامبراطورية البريطانية) (1969) كان يحتوي على أغنية الراي ديڤيز «شانگري-لا». انتشرت الأغنية بشكل منفرد في المملكة المتحدة.
المسرحية الموسيقيى قبلة المرأة العنكبوت لكون كاندر وفرد إب بطول شيتا ريڤرا أشارت إلى «شانگري-لا» في أغنية «أين أنت».
أغنية «كشمير» للد زپلين (1975) احتوى على العديد من الإشارة لمدينة شانگري-لا الأسطورية.

## الاستخدام
عادة ما تستخدم شانگري-لا في سياق مشابه «لجنة عدن»، لتمثل الجنة المفقودة من الإنسان المعاصر. تستخدم في بعض الأحيان كنظير للسعي عن الحياة الطويلة أو الشيء بعيد المنال الذي يجد الإنسان في السعي إليه. بالنسبة للشخص الذي يقضي حياته في البحث بقلق عن الشفاء من مرض، فهذا الشفاء يمكن أن يقال أنه «شانگري-لا» هذا الشخص. قد تستخدم أيضاً لتصوير الكمال الذي يسعى إليه الإنسان في صورة الحب، السعادة، أو المبادئ اليوتوپية. قد يستخدم المصطلح في هذا السياق مع أمثلة أسطورية وشهيرة أخرى لما لنوع من الاستعارات المشابهة مثل إل دورادو، نافورة الشباب، والكأس المقدسة.[بحاجة لمصدر]
الكثير من الدولة، المعزولة جغرافياً وسياسياً عن الغرب، أُطلق عليها مصطلح شانگري-لا. تتضمن هذه الدول بوتان، دون‌هوانگ منغوليا معقل أسرة هان، التبت، نيپال، سكم، مملكة توشارا التوتشارية في مهاباراتا، وتوڤا.[بحاجة لمصدر